# Iablonița, Putila
Iablonița (în ucraineană Яблуниця, transliterat: Iablunîțea și în germană Jablonitza) este un sat reședință de comună în raionul Putila din regiunea Cernăuți (Ucraina). Are 744 locuitori, preponderent ucraineni (huțuli).
Satul este situat pe malul râului Ceremușul Alb, în partea de est a raionului Putila. De această comună depind administrativ satele Holoșina și Plai.

## Istorie
Localitatea Iablonița a făcut parte încă de la înființare din regiunea istorică Bucovina a Principatului Moldovei. În ianuarie 1775, ca urmare a atitudinii de neutralitate pe care a avut-o în timpul conflictului militar dintre Turcia și Rusia (1768-1774), Imperiul Habsburgic (Austria de astăzi) a primit o parte din teritoriul Moldovei, teritoriu cunoscut sub denumirea de Bucovina. După anexarea Bucovinei de către Imperiul Habsburgic în anul 1775, localitatea Iablonița a făcut parte din Ducatul Bucovinei, guvernat de către austrieci, făcând parte din districtul Putila (în germană Putilla). 
După Unirea Bucovinei cu România la 28 noiembrie 1918, satul Iablonița a făcut parte din componența României, în Plasa Putilei a județului Rădăuți. Pe atunci, majoritatea populației era formată din ucraineni, existând și o comunitate de evrei. 
Ca urmare a Pactului Ribbentrop-Molotov (1939), Bucovina de Nord a fost anexată de către URSS la 28 iunie 1940, reintrând în componența României în perioada 1941-1944. Apoi, Bucovina de Nord a fost reocupată de către URSS în anul 1944 și integrată în componența RSS Ucrainene. 
Începând din anul 1991, satul Iablonița face parte din raionul Putila al regiunii Cernăuți din cadrul Ucrainei independente. Conform recensământului din 1989, numărul locuitorilor care s-au declarat români plus moldoveni era de 2 (0+2), reprezentând 0,29% din populație . În prezent, satul are 744 locuitori, preponderent ucraineni.

## Demografie
Componența lingvistică a localității Iablonița
     Ucraineană (99,87%)
     Alte limbi (0,13%)
Conform recensământului din 2001, majoritatea populației localității Iablonița era vorbitoare de ucraineană (99,87%), existând în minoritate și vorbitori de alte limbi.
1989: 698 (recensământ) 
2007: 744 (estimare)

## Recensământul din 1930
Componența etnică a comunei Iablonița (județul Rădăuți)
     Români (3,75%)
     Evrei (4,88%)
     Ruteni (70,65%)
     Huțuli (20,1%)
     Altă etnie (0,62%)
Componența confesională a comunei Iablonița
     Ortodocși (93,83%)
     Mozaici (4,88%)
     Altă religie (1,29%)
Conform recensământului efectuat în 1930, populația comunei Iablonița se ridica la 1475 locuitori. Majoritatea locuitorilor erau ruteni (70,65%), cu o minoritate de evrei (4,88%), una de huțuli (20,1%) și una de români (3,75%). Alte persoane s-au declarat: germani (1 persoană), ruși (4 persoane), turci (1 persoană), bulgari (1 persoană) și cehi/slovaci (2 persoane). Din punct de vedere confesional, majoritatea locuitorilor erau ortodocși (93,83%), dar existau și mozaici (4,88%). Alte persoane s-au declarat: romano-catolici (8 persoane), greco-catolici (10 persoane) și musulmani (1 persoană).

## Obiective turistice
În perioada interbelică, satul Iablonița era o stațiune climatică de interes local, situată în regiunea muntoasă, pe valea Ceremușului-Alb, la 50 km de stația de cale ferată Seletin . 
În anul 1945 s-a construit un obelisc în memoria soldaților sovietici căzuți în luptele de eliberare a satului, în timpul celui de-al doilea război mondial.
Alte obiective sunt:
- Biserica de lemn cu hramul "Sf. Mihail" - sfințită la 21 noiembrie 1939 de către arhiepiscopul Bartolomeu al Cernăuților și Bucovinei. Biserica are o înălțime de 30 metri, lungime de 30 metri, lățimea de 15 metri și 5 cupole. În anul 1980, pe acoperiș s-a montat tablă [5].
- 6 troițe - prima dintre ele a fost construită în 1967 [6].
- Muzeul artei populare - cu 57 de exponate provenind de la meșterii populari [7].
- Muzeul ouălor încondeiate - unde sunt expuse sute de ouă încondeiate cu diferite modele și culori de meșterii locali [8]